# Signal Mountain
Signal Mountain est une municipalité américaine située dans le comté de Hamilton au Tennessee. Lors du recensement de 2010, sa population est de 7 554 habitants.

## Géographie
Selon le Bureau du recensement des États-Unis, la municipalité s'étend en 2010 sur une superficie de 7,66 milles carrés (19,84 km2). Elle est située à sur le plateau de Cumberland.

## Histoire
À la fin du XIXe siècle, Charles E. James construit un hôtel et des maisons de vacances qui forment peu à peu la ville de Signal Mountain,. Elle doit son nom à un promontoire appelé Signal Point, qui domine Chattanooga et a servi aux Amérindiens puis aux troupes américaines pour surveiller la vallée du Tennessee. Signal Mountain devient une municipalité en 1919,.

## Démographie
La population de Signal Mountain est estimée à 8 573 habitants au 1er juillet 2016.
Signal Mountain est une municipalité résidentielle et aisée de la banlieue de Chattanooga. Plus de deux-tiers de ses habitants âgés de plus de 25 ans possèdent au moins un bachelor's degree.
Le revenu par habitant était en moyenne de 44 145 dollars par an entre 2012 et 2016, bien supérieur à la moyenne du Tennessee (26 019 dollars) et à la moyenne nationale (29 829 dollars). Sur cette même période, seuls 1,4 % des habitants de Signal Mountain vivaient sous le seuil de pauvreté (contre 15,8 % dans l'État et 12,7 % à l'échelle des États-Unis).

## Personnalités
- Charles H. Coolidge (1921-2021), militaire américain né à Signal Mountain.